# Toni Mejías
Antonio Mejías Martínez (Valencia, 1984). conocido principalmente como Toni Mejías o Toni ‘El Sucio’ dentro del mundo del hip hop, es un rapero y periodista valenciano conocido principalmente por ser uno de los integrantes del grupo de rap político Los Chikos del Maíz, junto a Ricardo Romero, cuyo nombre artístico es Nega. Ambos, bajo el nombre de Los Chikos del Maíz, juntamente con Habeas Corpus forman Riot Propaganda, un grupo de rapcore político. Las letras de sus canciones se caracterizan por su alto contenido de protesta social

## Biografía
A principios de la década de los 2000, Toni Mejías formaba parte del grupo La Nota más Alta, y se movía por la cultura del hip hop de Valencia y alrededores. Es ahí donde conoció a Ricardo Romero, alias Nega, que en aquél entonces era miembro de la agrupación musical 13 pasos. Comenzaron a mandarse rimas vía Messenger, y a tener algunos encontronazos en raves, conciertos y giras.
Fue a partir de ese momento que se dieron cuenta de que tenían ideales muy parecidos, que decidieron unirse y formar, a mediados del año 2004, el grupo de rap político Los Chikos del Maíz. El grupo nace de la necesidad de unir ideología, conceptos y su particular manera de entender el hip hop.
La creación de este grupo de rap contestatario no gustó a los principales partidos políticos españoles del momento: el PSOE y el PP. De hecho, en el año 2010 fueron invitados a dar un concierto en Sevilla, organizado por Izquierda Unida, con motivo del aniversario de la II República cuando el partido popular de la ciudad y la Asociación de Víctimas del Terrorismo denunciaron al grupo por enaltecimiento del terrorismo y pidieron al Ayuntamiento de Sevilla la cancelación del concierto Los Chikos del Maíz respondieron a la denuncia con un comunicado en el que declaraban que en todo momento habían condenado las acciones armadas de ETA y que las letras de las canciones que los populares denunciaron ('Trabajador@s', 'A d10s le pido' y 'Spain is different') se trataba de humor negro. El concierto se acabó celebrando sin incidentes
En numerosas entrevistas, Mejías ha declarado haber sufrido inseguridades desde la adolescencia. acompañada de acoso escolar, baja autoestima y un trastorno de obsesión. Entre los años 2016 y 2017, el artista decidió llevar un estilo de vida más saludable, lo que conllevó una pérdida de peso y comentarios acerca de su físico que, en aquel momento le hacían sentir bien Esa situación le hizo caer en un trastorno de la conducta alimentaria y un problema de salud mental. En 2019 le diagnosticaron anorexia.

Este capítulo de su vida le empujó a publicar su primer libro Hambre. Mi historia frente al espejo.
"Es mi testimonio acerca de un tema tabú, más aún en el caso de lo hombres, y nace de la intención de buscar salidas conjuntas donde otros solo ofrecen muros y derrotas individuales".

## Discografía

### Los Chikos del Maíz
- Miedo y asco en Valencia (EP, 2005)[5]
- Fort Apache. Cine, Ideología y Cultura de Masas (Álbum, 2010)[5]
- Pasión de Talibanes (Álbum, 2011)[5]
- La Estanquera de Saigón (Álbum, 2014)[5]
- Trap Mirror (EP, 2016)[5]
- Comanchería (Álbum, 2019)[5]
- David Simon (EP, 2021)[5]
- YES FUTURE (Álbum, 2022)[5]

### Riot Propaganda
- Riot Propaganda (Álbum, 2013)[6]
- Agenda Oculta (Álbum, 2017)[6]

### En solitario
- Volver (sencillo, 2021)[5]

### Colaboraciones
- Mi patria digna, de La Tuerka (con Pablo de La Raíz)[5]
- Imperfeccions, de AtVersaris (con Zoo)[5]
- Hablarán las calles, de Boikot (con Zoo y Aspencat)[5]
- Fil a l'agulla, de Homes Llúdriga (con Zoo)[7]
- Los chichos del FMI, de Sons of Aguirre[7]
- Se lo merecen, de Shotta[7]
- Huelo a alcohol y a fracaso, de Charly Efe y DeLaGang[7]
- Cantan, de Loren D (con Panxo de Zoo)[7]
- Juguete roto, de Xhelazz[7]
- BBoys Parade, de Nega[7]
- Pàtria, de Fetitxe 13 (con Bittah de Tribade)[8]

## Libros
En el año 2019, a Toni Mejías le diagnostican anorexia. A partir de ese momento y para afrontar la enfermedad, decide escribir notas y pensamientos en una libreta. En ella, anota todos los avances y retrocesos que va viviendo a lo largo del periodo de recuperación, y dichas anotaciones acaban convirtiéndose en un libro. Así nace Hambre: mi historia frente al espejo (2021).
Hambre es una obra editada por Aguilar, bajo la firma de Penguin Random House Grupo Editorial. El diseño de la cubierta lo llevó a cabo la misma editorial junto a una ilustración de Tres Voltes Rebel, un proyecto artístico encabezado por Ame Soler, ilustradora valenciana.
El prólogo de Hambre es encargado a la cantante y compositora María Rozalén. Según Mejías, le pide a Rozalén que participe en su libro, en primer lugar por la admiración que tiene hacia la artista albaceteña y, en segundo lugar, porque la cantante estudió psicología y sabe de qué manera afectan las críticas en las redes sociales.